# Finanssektorens Pensionskasse
Finanssektorens Pensionskasse (forkortet FSP) var en dansk pensionskasse med hjemsted i Københavns Kommune. FSP blev fusioneret med AP Pension i 2012.
FSP tilbød pensionsordninger til ansatte i den finansielle sektor. Den administrerende direktør fra 1993-2012 var Steen Jørgensen. 